# Ragnilrudstjärnet
Ragnilrudstjärnet är en sjö i Årjängs kommun i Värmland och ingår i Göta älvs huvudavrinningsområde. Sjön är 13 meter djup, har en yta på 0,182 kvadratkilometer och befinner sig 190,3 meter över havet.

## Delavrinningsområde
Ragnilrudstjärnet ingår i det delavrinningsområde (658787-130818) som SMHI kallar för Utloppet av Ragnilrudstjärnet. Medelhöjden är 206 meter över havet och ytan är 1,52 kvadratkilometer. Det finns inga avrinningsområden uppströms utan avrinningsområdet är högsta punkten. Vattendraget som avvattnar avrinningsområdet har biflödesordning 4, vilket innebär att vattnet flödar genom totalt 4 vattendrag innan det når havet efter 279 kilometer. Avrinningsområdet består mestadels av skog (88 procent). Avrinningsområdet har 1,22 kvadratkilometer vattenytor vilket ger det en sjöprocent på 7,4 procent.